# Guinguinéo
Guinguinéo ist eine Stadt im Zentrum des Senegal. Sie ist Präfektur des Départements Guinguinéo in der Region Kaolack.

## Geographische Lage
Guinguinéo liegt im Norden der Region Kaolack, 20 Kilometer von der Regionalpräfektur Kaolack entfernt. 

## Geschichte
Der Ort Guinguinéo erhielt beim Ausbau der Bahnstrecke Dakar–Niger zwischen Thiès und Kayes, der zwischen 1907 und 1923 stattfand, eine Bahnstation, an der eine inzwischen stillgelegte Stichstrecke zum Hafen von Kaolack abzweigte. Die Bedeutung der Bahnlinie für die Entwicklung der Stadt lässt sich noch immer daran ablesen, dass alle Straßenzüge schachbrettartig parallel bzw. rechtwinklig zur Bahntrasse verlaufen.
Die Stadt war bis 2008 Sitz eines Arrondissements im Département Gossas in der Region Fatick und ist seitdem Départementspräfektur in der Region Kaolack.

## Bevölkerung
Die letzten Volkszählungen ergaben für die Stadt jeweils folgende Einwohnerzahlen:
| Jahr | Einwohner |
| ---- | --------- |
| 1988 | 12.887    |
| 2002 | 12.973    |
| 2013 | 16.386    |

## Verkehr
Durch Guinguinéo führen keine überregionalen Fernstraßen, jedoch führt die Bahnstrecke Dakar–Niger mitten hindurch, die für den Güterverkehr im Erdnussbecken und mit dem Nachbarland Mali von Bedeutung ist.
Über Kahone verbindet eine schnurgerade Straßenverbindung Guinguinéo mit dem 18 km entfernt gelegenen Flugplatz Kaolack und mit dem nationalen Luftverkehrsnetz.